# Amrik Cheema
Amrik Cheema (* 3. Februar 1970) ist ein ehemaliger indischer Snookerspieler, der zwischen 1991 und 1997 Profispieler war und in dieser Zeit Rang 95 der Snookerweltrangliste erreichte.

## Karriere
1990 erreichte er das Halbfinale der U21-Weltmeisterschaft, ehe er 1991 Profispieler wurde. In seiner Debütsaison erreichte er die Runde der letzten 32 des Dubai Classic 1991 und der Benson and Hedges Satellite Championship 1991, weshalb er in der folgenden Saison auf Platz 95 der Weltrangliste geführt wurde. Zwar erreichte er noch beim Dubai Classic 1994 die Runde der letzten 64, generell verschlechterten sich aber seine Ergebnisse immer mehr. 1996 hatte er de facto seine Karriere bereits beendet, 1997 verlor er seinen Profistatus offiziell. Danach spielte er noch eine Saison auf der UK Tour, danach beendete er seine Karriere endgültig.